# Pseudoeurycea firscheini
Espèce
Statut de conservation UICN

 EN B1ab(iii) : En danger
Pseudoeurycea firscheini est une espèce d'urodèles de la famille des Plethodontidae.

## Répartition
Cette espèce est endémique de l'État de Veracruz au Mexique. Elle se rencontre de 1 600 à 2 000 m d'altitude dans la région d'Acultzingo.

## Étymologie
Cette espèce est nommée en l'honneur d'Irwin Lester Firschein.

## Publication originale
- Shannon & Werler, 1955 : Report on a small collection of amphibians from Veracruz, with a description of a new species of Pseudoeurycea. Herpetologica, no 2, vol. 11, p. 81-86.